# Kostel Nejsvětější Trojice (Kopřivná)
Kostel Nejsvětější Trojice v Kopřivné je cennou rokokovou památkou z poloviny 18. století. V roce 1964 byla zapsán do seznamu kulturních památek.

## Historie
Fara byla v Kopřivné již v 16. století, za třicetileté války na několik let zanikla, znovu byla obnovena roku 1639. Kostel byl postaven v letech 1746-1752, vysvěcen byl roku 1753.
 Nechal ho postavit Jan Ludvík ze Žerotína, majitel panství Velké Losiny.

## Popis stavby

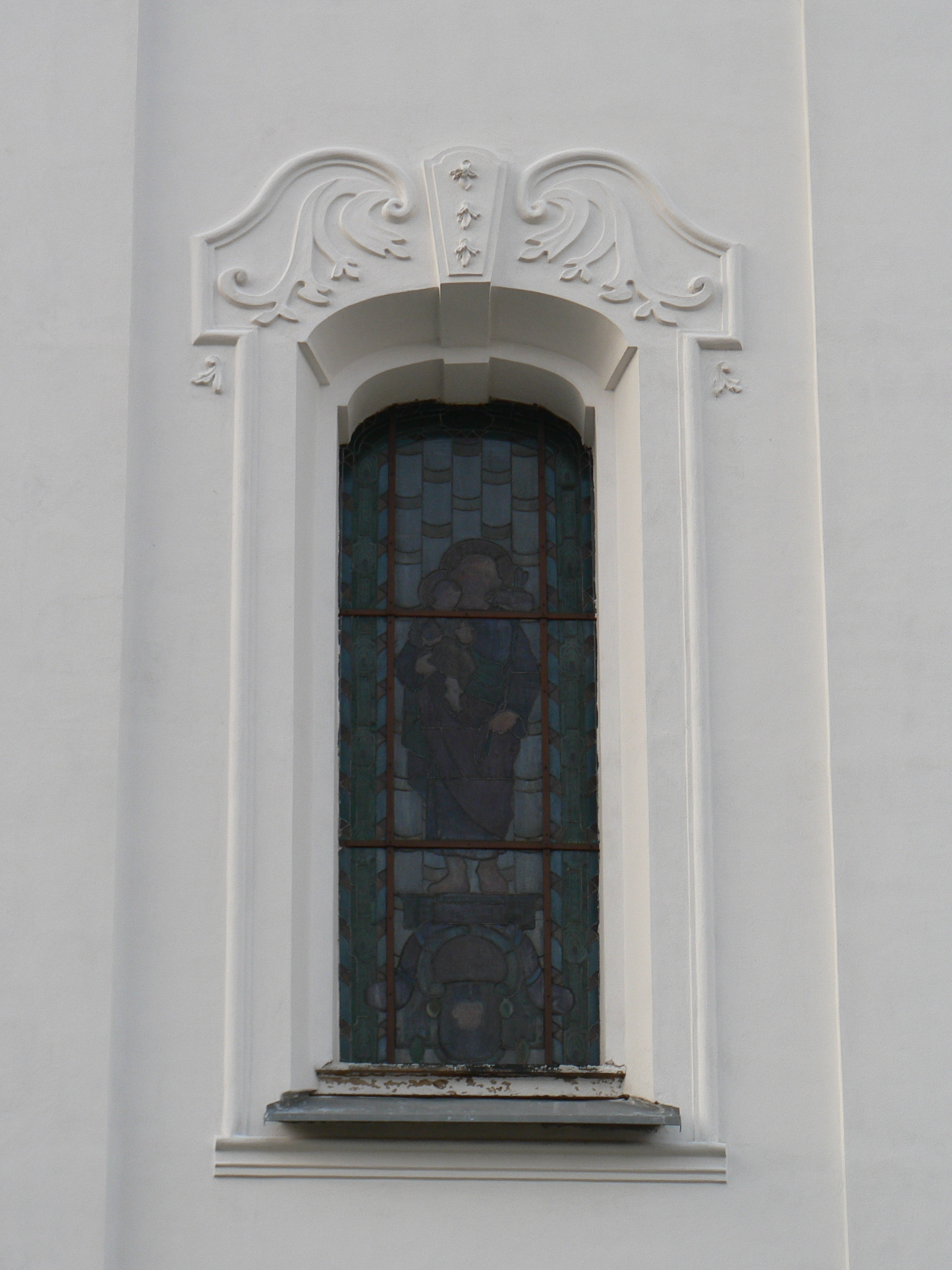
Okno kostela

Jednotná orientovaná podélná jednolodní stavba, s mělkým, mírně odsazeným, trojboce ukončeným kněžištěm. K jižní zdi kněžiště přiléhá čtyřboká sakristie s konvexně vypjatým lícem jižní zdi. Loď je téměř čtvercová, se zkosenými rohy, na bocích se čtyřbokými předsíněmi, které mají zkosená nároží. Na západní straně kostela předstupuje hranolovitá věž se zkosenými nárožími, její mírně prohnutý (konkávně) plášť navazuje na zkosené úseky lodě. V úrovni zvonice je napojena volutovitými křídly. Fasády kostela člení zdvojené lizény, vymezující vpadlé výplně prolomené okny se segmentovým záklenkem; okna lemují plastické šambrány završené akantem a klenákem zdobeným zvonečkovým motivem.

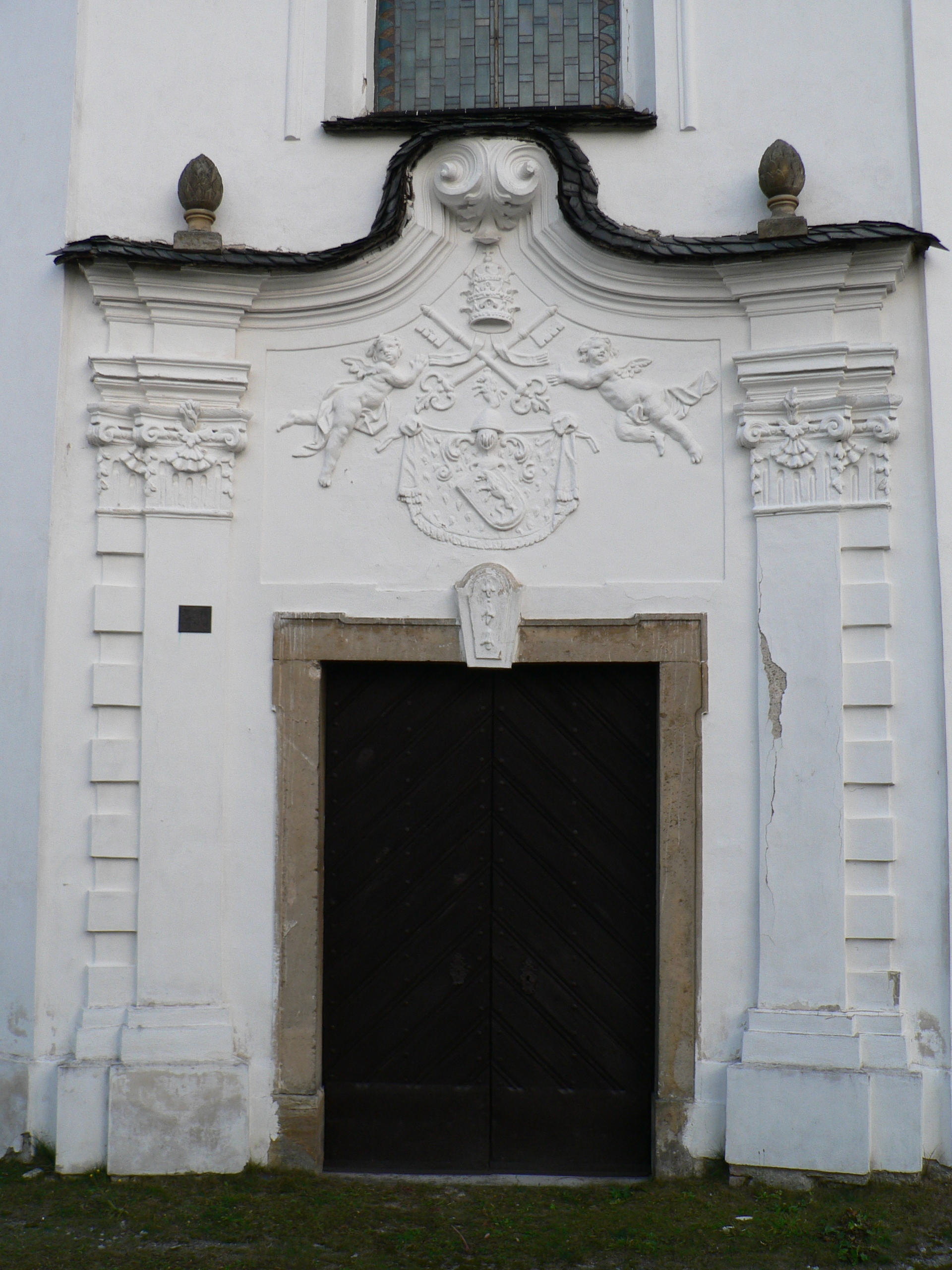
Vstupní portál kostela

Do kostela se vstupuje portálem v podvěží. Portál rámují podložené pilastry s iónskými hlavicemi nesoucí vypjaté římsové kladí. V supraportě portálu je umístěn reliéfový rodový erb pánů ze Žerotína, nad ním je papežský znak nesený dvojicí letících andílků.

### Interiér
Kněžiště je zaklenuto valenou klenbou, s výsečemi a lunetovým závěrem. Sakristie je zaklenuta plackou, loď plackou s výsečemi. V předsíních jsou klenby valené, s dotýkajícími se výsečemi. Patky kleneb nasedají na hlavice pilastrů s kompozitními hlavicemi, které nesou úseky římsového kladí. V lodi tyto pilastry obklopují přízední pilíře. Plochu klenby pokrývají barokní fresky Ignace Oderlického, v roce 1923 značně přemalované: v kněžišti Tři muži před stanem Abrahámovým, postavy starozákonních proroků (Mojžíš, Eliáš) a křesťanských světců (Štěpán, Jan Evangelista, Ondřej, Apolena) a andělských kůrů, v lodi pak Kristův křest, v lunetách čtyři církevní učitelé. V západní části lodi je hudební kruchta.

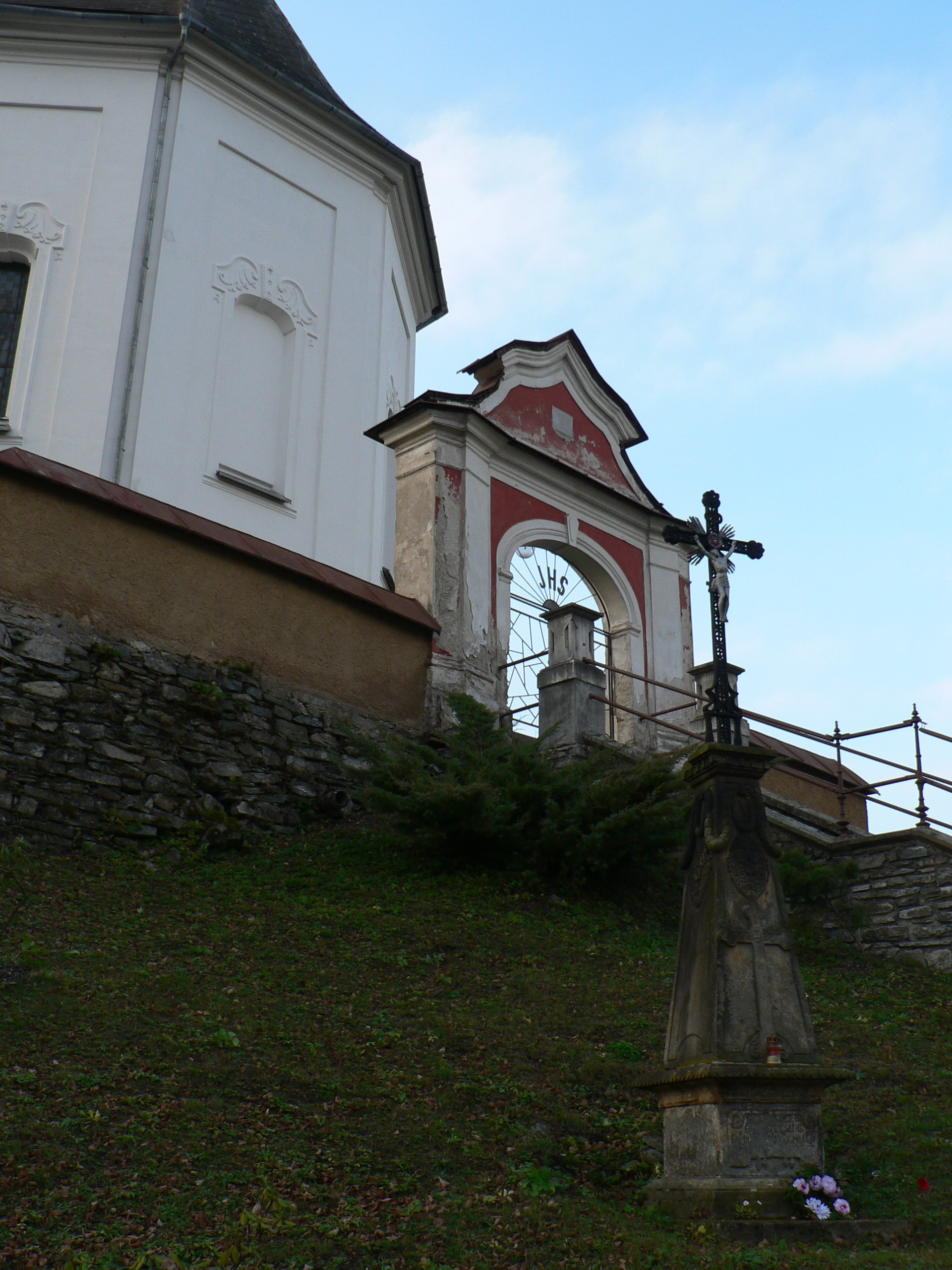
Vstupní prostor k areálu kostela

### Zařízení
Zařízení kostela je převážně rokokové (sochař F. I. Günther, malíři I. Oderlický a J. Zink, zlatník J. Š. Forstner), s pozdějšími doplňky. Obzvláště cenný je hlavní oltář s menzou a tabernáklem, nad nímž je socha Immaculaty s andílky (F. I. Günther, 1751-53, další andělé o něco mladší). Nad oltářem visí monumentální obraz svaté Trojice (I. Oderlický) v bohatě vyřezávaném rámu s anděly (F. I. Günther). V lodi je dvojice pozdějších protějškových oltářů, kazatelna a dvě zpovědnice, obrazový soubor křížové cesty (1776) a portrét místního faráře Michala Josefa Schartela (1753). Varhany z roku 1750 pocházejí z dílny Kašpara Welzela z Králík. Mají zeleno-vínové štafírování s pozitivem v zábradlí a tvoří důstojný protějšek hlavního oltáře. Nejcennější součástí zařízení je monumentální paprsková monstrance z roku 1755.
 Kostelní lavice jsou označeny jmény místních farníků. Těchto historických jmenovek se dochovalo více než 200.

### Okolí kostela
Kostel byl postaven uprostřed hřbitova s ohradní zdí na půdorysu maltézského kříže. V ose jeho západního ramene je prolomena hlavní brána, v osách ostatních ramen tři vedlejší brány. Hlavní brána je završená odsazeným trojúhelníkovitým štítem. Vede k ní schodiště, u jehož paty stojí na kamenném jehlanu litinový kříž. Po bocích brány jsou vestavěné kaple podkovovitého půdorysu.